# Джон Лерой Геннессі
Джон Лерой Геннессі (англ. John LeRoy Hennessy; нар. 22 вересня 1952 року) — американський вчений, академік та бізнесмен, що працює в галузі інформатики та мікропроцесорів. Засновник MIPS Computer Systems Inc, 10й президент (ректор) Стенфордського університету.

## Життєпис
Джон Лерой Геннессі народився у місті Гантінгтон, окрузі Саффолк, штат Нью-Йорк.
Отримав ступені магістра та доктора в галузі комп'ютерних наук в Університеті штату Нью-Йорк у місті Стоні-Брук, а також ступінь бакалавра електротехнічних наук в Університеті Вілланова.
Почав працювати в Стенфорді в 1977 році на кафедрі електротехніки. З 1983 по 1993 рік Геннессі був директором Лабораторії комп'ютерних систем Стенфордського Університету. Завідувача кафедри факультету комп'ютерних наук Стенфордського університету в період з 1994 по 1996 роки.
З 1996 — 1999 роках — декан факультету інженерії Стенфордського університету.
Брав участь у заснуванні компанії MIPS Computer Systems Inc. для комерціалізації своїх досліджень в області RISC-процесорів.
Джон Л. Геннессі був співзасновником корпорації Atheros Communicationso, яка займається бездротовими технологіями та напівпровідниками, і з 1998 до 2010 року очолював її раду директорів.
З вересня 2000 року — 10й ректор Стенфордського Університету. У тому ж році отримав медаль фон Неймана IEEE разом з Девідом Паттерсоном.
У 2002 році увійшов до ради директорів Cisco Systems, що займається виготовленням мережевого обладнання, де він також є членом комітету з призначень і управління та комітету з придбання.
Входить до ради директорів Google з 2004 року, з квітня 2007 року — провідним незалежним директором.
У 2007 році він став членом ради Музею комп'ютерної історії.
Джон Л. Геннессі є членом правління Фонду Гордона і Бетті Мур.

## Публікації
- Hennessy, J. L. and Patterson, D. A. Computer Architecture: A Quantitative Approach. 1990. Morgan Kaufmann Publishers, Inc. San Mateo, CA. Second edition 1995, Third edition, 2002. Fourth Edition, 2007.(англ.)
- Девід Паттерсон, Джон Лю Геннессі. «Архітектура комп'ютера та проектування комп'ютерних систем». 1993. San Mateo.(англ.)
- Tjiang, S., Wolf, M., Lam, M., Pieper, K. and Hennessy, J. «Integrating Scalar Optimization and Parallelization.» Languages and Compilers for Parallel Computing. Banerjee ed. 1992 Springer-Verlag. New York.(англ.)
- Acken, J., Agarwal, A., Gulak, G., Horowitz, M., McFarling, S., Richardson, S., Salz, A., Simoni, R., Stark, D. and Tjiang, S. «The MIPS-X RISC Microprocessor.» Chow ed. 1989 Kluwer Academic Publishers. Boston, MA. Foreward by J.L. Hennessy.
- Chow, P., Hennessy, J.L. RISC Architectures. Elsevier-North Holland, New York, 1986.(англ.)
- Hennessy, J.L., Ganapathi, M. Advances in Compiler Technology. In Annual Review of Computer Science, Annual Reviews, Palo Alto, CA, 1986.(англ.)
- Hennessy, J.L., Przybylski, S. VLSI Electronics. Volume VII: VLSI Design and Architecture. Academic Press, New York, 1984, chapter VLSI Processor Design Methodology.(англ.)
- Hennessy, J.L., Kieburtz, R.B., Smith, D.R. TOMAL: A Task-Oriented Microprocessor Applications Language. In Glass, R.L. (editor), Real-Time Software, Prentice-Hall, 1982.(англ.)

## Премії та нагороди
- 1997 — ACM Fellow;
- 2000 — Медаль Джона фон Неймана;
- 2008 — Член Американського філософського товариства;
- 2012 — Медаль пошани IEEE.